# Districte de Shahpur
El districte de Shahpur (urdú شاه پور) fou una antiga divisió de l'Índia Britànica al Panjab, i després del Pakistan, província de Panjab (1947-1960). Tenia una superfície de 12.536 km² i estava dividit en dues parts pel riu Jhelum, amb el doab de Chaj a l'est (entre el Jhelum i el Chenab) conegut com a Bar; a l'est i a les muntanyes arenoses anomenades Thai que arriben fins a Mianwali. El nombre de jaciments arqueològics al districte és important. Entre les restes arquitectòniques destaquen els temples d'Amb d'estil caixmiri del segle x, i la mesquita de Bhera construïda per Sher Shah Suri al que també s'atribueix una resclosa al riu Katha al peu de les muntanyes de la Sal.

## Història
En temps de la invasió d'Alexandre el Gran el 326 aC la regió entre l'Indus i el riu Jhelum estava governada per Sophytes que es va sotmetre sense resistència a Hefestió de Pel·la i Cràter d'Orèstia a la tardor d'aquell any. La capital del regne es creu que era a l'antiga Bhera.
Després de la sortida d'Alexandre el territori fou possessió de la dinastia maurya, dels grecs de Bactriana, del Regne Indopart i dels kushana, amb algun període d'independència. Després va passar al regne hindú d'Ohind o Kabul. Al segle VII i VIII el sobirà de la regió de les muntanyes de la Sal era tributari de Caixmir.
Bhera fou saquejada per Mahmud de Gazni al començar el segle xi i després al segle xiii pels mongols de Genguis Kan. Va pertànyer al sultanat de Delhi; el 1519 va caure en mans de Baber; el 1540 va caure en mans de Sher Shah Suri que va fundar una nova ciutat, Rampur (després Shahpur), que sota Akbar el Gran va esdevenir capçalera d'un sarkar de la suba de Lahore.
En el regnat de Muhammad Shah de Delhi (1719-1748) el raja Salamar Rai un rajput del clan Anand dominava Bhera i el país a l'entorn, mentre el nawab Ahmadyar Khan dominava a Khusab i la part sud-est a la vora del Chenab estava agregada al govern de Multan que tenia el maharajà Kaura Mai; les muntanyes Thai estaven en mans dels balutxis de Dera Ghazi Khan i Dera Ismail Khan. En aquestos anys la regió fou objecte de les incursions dels sikhs i després de 1748 dels afganesos. El 1757 Ahmad Shah Durrani va enviar un contingent militar manat per Nur al-Din Bamizai per ajudar el seu fill Timur Shah Durrani a rebutjar als marathes; Bamizai va creuar el Jhelum a Khusab i va avançar per la riba esquerra del riu assolant el territori i deixant despoblades les tres principals ciutats de la zona: Bhera, Miani i Chak Sanu; les dues primeres es van poder recuperar però la tercera va quedar per sempre en ruïnes. Mentre el Nawab Ahmadyar Khan havia mort i Khushab va passar a mans del Raja Salamat Rai. Poc després Abbas Khanm un khattak que dominada Find Dadan Khan i les muntanyes de la Sal en nom d'Ahmad Shah Durrani, va matar a Salamat Rai i es va apoderar de Bhera; però Abbas Khan fou empresonat algun temps després per defraudar en els impostos, i Fateh Singh, nebot de Salamat Rai, va recuperar els dominis del seu oncle.
El 1763 amb el triomfs dels sikhs sobre Ahmad Shah Durrani, Chattar Singh, el cap de la confederació o misl de Sukarchakia va assolar les muntanyes de la Sal, mentre els caps sikhs de Bhangi es repartien el territori entre les muntanyes i el Chenab. Els governants musulmans de Sahiwal, Mitha Tiwana i Khushab van quedar independents i van poder resistir els atacs dels sikhs. El període que va seguir fou molt confós i progressivament va emergir el cap sikh Mahan Singh i el seu fill Ranjit Singh. Mahan es va apoderar de Miani el 1783; després el fill va conquerir Bhera el 1803. El 1809 Ranjit Singh va atacar als caps balutxis de Sahiwal i Kushab als que va poder eliminar en una combinació de força i astúcia; al mateix temps s'apoderava de diversos petits dominis al districte i el 1810 va dominar tot el territori subjecte als caps sials de Jhang. El 1816 Ranjit Singh es va dirigir contra els maliks de Mitha Tiwana; el cap musulma es va retirar cap a Nurpur, al cor de les muntanyes Thai, esperant que la manca d'aigua i de subministraments aturaria als sikhs, però els generals de Ranjit van saber excavar pous a mesura que avançaven i la gent del malik va haver de fugir i durant un temps van vagar per la zona desorganitzats; no obstant Ranjit Singh, després d'annexionar el territori, va cridar als desperdigats a Lahore i va fer una liberal assignació pel seu manteniment; a la mort d'Hari Singh, a qui l'estat de Tiwana havia estat concedit, Fateh Khan, el representant de la nissaga local, va obtenir un jagir en els seus dominis ancestrals.
Posteriorment Malik Fateh Khan va tenir una part destacada en el turbulent període que va seguir la mort de Ranjit Singh el 1835, seguida de la del fill i el net. Empresonat per la facció de la cort oposada, fou alliberat pel tinent Edwardes (després Sir Herbert Edwardes) que el va enviar a Bannu quan va esclatar la revolta de Multan en ajut del tinent Reynell 
Taylor. Poc després les seves tropes es van amotinar i Fateh Khan va rebre in tret mentre desafiava al campió dels sikhs a un combat singular. El seu fill i el seu cosí van provar la lleialtat als britànics el 1849, i durant la revolta de 1857.
Shahpur va passar a domini britànic amb la resta del Panjab el 1849; el territori estava poblat de tribus pastorals nòmades. El govern britànic va intentar fixar a la gent sobre el terreny en habitatges permanents, i els va encoratjar a cultivar la terra. Durant la revolta de 1857 no hi va haver incidents al districte que va romandre tranquil i encara que hi va haver signes de desafecció al territori del Bar, no hi va haver cap aixecament ni quan va esclatar la revolta a Multan. Un cos de cavalleria dels Tiwana reclutat sobre el terreny, va fer excel·lents serveis i posteriorment fou incorporat al regiment anomenat 18 de Llancers Tiwana. Malik Sahib Khan Khan Bahadur de Mitha Tiwana, en recompensa a aquestos serveis, va obtenir després del 1858 un territori format per terres buides al districte de Shahpur amb seu a Kalra; però hi va construir un canal de reg i va esdevenir un dels zamindaris més valuosos comparativament. El seu fill Malik Umar Hayat el va succeir el 1879.
El districte es va crear el 1893, però això ha de ser un error, ja que a la Gaseta Imperial de 1881 ja apareix com a districte separat i a la Gaseta Imperial de 1908 es deixa entendre que es va crear el 1849; Shahpur fou la capital fins que el 1914 fou traslladada a Sargodha, però el districte va conservar el nom. La població era:
- 1868: 368.288
- 1881: 421.508
- 1891: 493.588
- 1901: 524.259

Hi havia 5 ciutats totes les quals eren municipalitats (Shahpur, Miani, Sahiwal, Khushab i Bhera) i 789 pobles. Administrativament estava format fins al 1905 per tres tahsils: Shahpur, Bhera i Khushab.
El 1905 es va afegir el tehsil de Sargodha (amb capital a la població de Sargodha, just fundada dos anys abans). El tehsil de Shahpur tenia una superfície de 2.644 km² i una població el 1901 de 167.905 habitants. La capital del districte i el tehsil era a Shahpur (fins al 1914) que tenia el 1901 una població de 9.386 habitants. Al tahsil hi havia també la ciutat de Sahiwal (9.163 habitants) i 289 pobles.
La llengua vernacular és el panjabi occidental o lahnda, amb tres variants dialectals a la vall del Jhelum, a les muntanyes Thai i a les muntanyes de la Sal. La casta principal eren els rajputs; altres castes i tribus eren els jats, awans, khokars, balutxis, arains, maliars, arores, khattris, s, julahes, mochis, kumhars, tarkhans, chuhres, machhis, nais i mirasis.
El 1960 es va reorganitzar el districte que va agafar el nom de Sargodha amb Shahpur com un dels seus sis tehsils.